# Lepinia marquisensis
Lepinia marquisensis är en oleanderväxtart som beskrevs av David H. Lorence och Wagner. Lepinia marquisensis ingår i släktet Lepinia och familjen oleanderväxter. Inga underarter finns listade i Catalogue of Life.